# Universal Publishers (États-Unis)
Pour les articles homonymes, voir Universal.
Universal Publishers est la société mère de trois collections de littérature de non-fiction basée à Irvine, en Californie. Elle se spécialise dans la non-fiction, les ouvrages académiques et les Howto.

## Histoire
Universal Publishers débute en 1997 sous le nom de Dissertation.com, et devient l'une des premières maisons d'édition à publier ses thèses académiques et dissertations en format livre numérique POD ou PDF pour la vente en ligne. Elle a été lancée par Jeffrey R. Young, alors encore un étudiant, ayant eu l'idée d'une façon pour rendre les dissertations académiques disponible plus facilement pour les étudiants et à un prix plus bas. Le BrownWalker Press est lancé en 2001 et publie des documents académiques et des monographies avec une grande expertise académique. En 2010, BrownWalker ajoute une division, la ConferencePaper Publisher, spécialisée dans l'édition de conférences académiques. Aujourd'hui, Universal Publishers contient plus 1500 publications à son actif et publie en moyenne 50 ouvrages par année. La compagnie Ingram Content Group (en) est responsable de sa distribution globale, mais Universal publie tout de même quelques ouvrages directement en Inde, par l'entremise de Overseas Press.